# Albert Schimel
Albert Schimel, né le 5 octobre 1928 dans le 12e arrondissement de Paris, ville où il est mort le 26 septembre 2011 dans le 15e arrondissement, est un directeur de la photographie français de cinéma et de la télévision.

## Biographie
Marié à Monique Chapelle, producteur-réalisateur, et père de Nicolas Schimel, Albert Schimel est issu d’une famille juive immigrée de Hongrie dans les années 1920. 

### Études
Après la Seconde Guerre mondiale, durant laquelle il dût se cacher avec sa famille, il exerce divers métiers manuels. Sa rencontre avec Monique Chapelle, alors élève à l’IDHEC, lui permet de préparer et d’intégrer l’École de Vaugirard en section « cinéma ». Il sortira de l’école à une époque ou la télévision est encore peu développée ; Monique Chapelle, devenue son épouse, est alors script de Marcel Bluwal et monteuse et il rentre à la télévision comme opérateur de prise de vue (caméraman).

### Carrière

#### Débuts à la télévision
Le 1er janvier 1955, il est engagé à la RTF après un concours de cadreurs et affecté à la vidéo comme assistant pendant un mois et demi. Il connait ses premiers directs en assistant notamment le réalisateur Lucien Billard.
Malgré sa volonté de rejoindre le journal télévisé et la réalisation de premiers reportages, il travaille ensuite comme cadreur sur des émissions plus petites, comme Télé Paris. Il entre ensuite au service cinéma, et William Magnin, alors responsable des émissions de la jeunesse, qui voulait faire un magazine pour enfant dans le cadre d’une émission s’appelant Pile ou Face, avec Martin-Martine, lui propose de s’occuper de cette partie magazine, ce qu’il fera pendant près d’un an et demi. 
Il se dirige ensuite vers la production d’émissions plus construites et travaille alors avec François Chalais et Frédéric Rossif, dans le cadre d'émissions comme Les reflets de Cannes ou Cinépanorama.

#### Statut de «directeur de la photographie»
Les directeurs de la photographie venant du cinéma devaient alors être agréés par la télévision, la profession de directeur de la photographie n’existant alors pas dans le cadre de la RTF ni de l’ORTF.
Albert Schimel contribue à la mise au point d’un protocole des directeurs de la photographie. Après de longues discussions souvent virulentes pour la création d'un statut, la situation se débloquera en 1963 notamment grâce à Pierre Schaeffer, et le Corps des directeurs de la photographie de l’ORTF est créé. Schimel acquiert alors le statut de directeur de la photographie et de représentant des directeurs de la photographie à l’ORTF. Il participera ensuite sans interruption à de très nombreuses émissions et reportages à la télévision jusqu’en 1995.

#### 1963-1974
Albert Schimel, passionné des métiers de la lumière, décide de ne pas suivre la voie de réalisateur. Il travaille alors beaucoup avec François Chalais, notamment sur Le Chien, avec Alain Delon et Elke Sommer, qui sera son premier film en tant que directeur de la photographie. 
En 1963, il participe à une coproduction franco-japonaise, réalisée par Jean-Jacques Vierne, juste avant les Jeux olympiques de Tokyo de 1964, Vol 272, tourné pendant trois mois en France et trois mois au Japon. 
En 1964, il participa en tant que chef-opérateur au court-métrage Une foule enfin réunie, réalisé par Monique Chapelle, avec  Jean-Louis Trintignant comme narrateur et des dialogues écrits par Michel Audiard.
Il travaille à cette époque également de façon privilégiée avec Jean Kerchbron, et tourne notamment Le Golem en 1965, ainsi que Kœnigsmark, Les Murs, L'Homme qui rit, L’Atlantide, et ensuite beaucoup avec Marcel Cravenne, qui lui propose de faire Les Grandes Espérances, diffusées à Noël 1968. Il tourne Le Lys dans la vallée, de Marcel Cravenne, avec Delphine Seyrig, un de ses plus grands souvenirs de ses quarante années de télévision. 
Entre les films, Schimel appréciait également tourner des reportages. Il en fit notamment beaucoup en début de carrière, et participe au début de 5 colonnes à la une, et à la série Les femmes aussi. Avec François Chalais et Gérard Chouchan il fait notamment une émission restée célèbre sur Marie Besnard, et également de nombreuses matinales. Puis il tourne La Parisienne, avec Nicole Courcel, réalisée par Jean Kerchbron, et fait des dramatiques avec Claude Barma, dont La mort de Danton, avec le décorateur Paul Bélisson, et Helène ou la joie de vivre. 
En vidéo, il éclairera notamment La Villégiature, pièce filmée au théâtre de l'Odéon, réalisée par Pierre Badel, ainsi que Les Noces de Figaro dans les années 1980. 
Il éclaire également La Lettre écarlate, sorti en 1973, Tartuffe, et beaucoup de comédies françaises et d’opéras notamment avec Yves-André Hubert à Aix en Provence et Ariane Adriani à Paris.
À l’ORTF, il participe à l’émission Gros plan, qui s’intéressait aux comédiens et divers artistes. Ensuite il fera un tournage d’après l’auto-biographie d'Albert Olivier sur Saint-Just, en 1974. Ce sera son dernier film dans le cadre de l'ORTF, avant l’éclatement de 1974.

#### 1974-1995
Après l’éclatement de 1974, Albert Schimel continue à travailler notamment pour France 3, avec Roger Planchon. Il fait également quelques séries, comme L'Éducation sentimentale, La Poupée sanglante, L'Île aux trente cercueils, avec Marcel Cravenne, et comme Marie Pervenche, ou Espionne et tais-toi avec Claude Boissol. Il travaille également avec Claude Loursais, notamment lors du tournage de La Sainte Jeanne, tourné en vidéo couleur avec des décors de François Contai, ou encore Les Cinq Dernières Minutes.
Albert Schimel a également beaucoup travaillé dans le cadre d’émissions politiques, comme Cartes sur table ou Tête à tête, et était fréquemment appelé pour éclairer les présidents de la République de Charles de Gaulle à François Mitterrand. Il éclairera également les débats des campagnes de 1974, 1981 et 1988 et de nombreuses soirées électorales sur France 2.
Il éclaire également les plateaux de variété de Maritie et Gilbert Carpentier, les émissions de Michel Drucker et celles de Jacques Martin, ainsi que l'émission Apostrophes présentée par Bernard Pivot, ou encore La Chance aux chansons, présentée par Pascal Sevran, dont il éclaira les émissions jusque dans les années 2000.

## Distinctions
Albert Schimel est nommé chevalier des Arts et des Lettres en 1993 et également chevalier de l’ordre national du Mérite.

## Filmographie

### En tant que directeur de la photographie

#### Télévision
- Elle voit des nains partout... (1995) (TV)
- V comme vengeance (1 épisode, 1989)
- L'Étrange Histoire d'Émilie Albert (1989) Épisode TV
- Une saison de feuilles (1989) (TV)
- L'Heure Simenon (1 épisode, 1987)
- Strip-tease (1987) Épisode TV
- Grand hôtel (1986) Série TV
- Les Enquêtes du commissaire Maigret (1 épisode, 1983)
- La Colère de Maigret (1983) Épisode TV
- Adieu (1982) (TV)
- Ursule Mirouët (1981) (TV)
- Portrait d'un inconnu (1981) (TV)
- Le roman du samedi: Mémoires de deux jeunes mariées (1981) (TV)
- L'Homme en rouge (1981) (TV)
- Antenne à Francis Perrin (1980) (TV)
- Le Cheval dans le béton (1980) (TV)
- L'Île aux trente cercueils (1979) TV mini-series
- Commissaire Moulin (1 épisode, 1979), autre titre : Commissaire Moulin, police judiciaire - France (titre alternatif)
- Les Brebis égarées (1979) Épisode TV
- Le Coup monté (1978) (TV)
- La Lettre écarlate (1977) (TV) réalisée par Marcel Cravenne
- Le Lauzun de la Grande Mademoiselle (1976) (TV)
- La Poupée sanglante (1976) TV mini-series
- L'éducation sentimentale (1973) TV mini-series
- Les Enquêtes du commissaire Maigret (2 épisodes, 1973)
- Les dossiers de Me Robineau: Cette mort si proche (1972) (TV)
- L'Homme qui rit (1971) (TV)
- Romulus le Grand (1971) (TV)
- La Mort de Danton (1970) (TV)
- Le Lys dans la vallée (1970) (TV)
- Sainte Jeanne (1969) (TV)
- La Forêt noire (1968) (TV)
- Marion Delorme (1967) (TV)
- Le Golem (1967) (TV)
- Huckleberry Finn (1967) (TV)
- La Parisienne (1967) (TV)
- Le Théâtre de la jeunesse (1 épisode, 1965)
- Sans famille (1965) Épisode TV
- Le Mystère de la chambre jaune (1965) (TV)
- Le train bleu s'arrête 13 fois (1965) Série TV
- Les Murs (1964) (TV)
- La caméra explore le temps (1 épisode, 1958)
- Il y a quarante ans... (1958) Épisode TV
- Cinépanorama (1957), émission de télévision

#### Cinéma
- Une foule enfin réunie (1964) : court métrage réalisé par Monique Chapelle